# تسويق ما بعد الحداثة
يُشتق مصطلح تسويق ما بعد الحداثة من حركات ما بعد الحداثة الفلسفية حيث توجد نزعات ثقافية لشكوك متأصلة فيما يخص السرد أو السرد الفوقي الثقافي العالمي. يتناول تسويق ما بعد الحداثة هذا المنظور الفلسفي عينه ويسقطه على كيفية التعامل مع المبادرات التسويقية في الحقبة الحالية التي تلت الحرب العالمية الثانية. يتجه تسويق ما بعد الحداثة إلى حقبة جديدة في التسويق، أو إدارة العلامات التجارية، أو التفكير الاستراتيجي للعلامة التجارية، أو من الممكن أن يكون قد مر بتلك الحقبة، ويركز في الأصل على التجارب المشخصة التي لم تعد التعميمات العامة للسوق مطبقة فيها أو مُنفذة بالنيابة عن الاتصالات الخاصة بعلامة تجارية ما. بدلًا من ذلك، يفرض هذا الأسلوب على المسوقين التخلص من النزعات والتطورات الخاصة «بالبث الإذاعي الحديث (أدلانديا)» للتركيز على معرفة طريقة الاتصال التي يفضلها المستهلك.
نتيجة لذلك، انتهى جدل «الفن والعلوم» القائم حول الإبداع، والإعلام، والتسويق، وإدارة العلامات التجارية. باتباع منهج تسويق ما بعد الحداثة، أُنشئ اتصال مباشر بين البشر، للتحكم في فأرات الحاسب، والحواسيب، ولوحات المفاتيح، والهواتف المحمولة الحقيقية.

## الأصول
يُعتبر تطور تسويق ما بعد الحداثة قائمًا على أسس التسويق الحديث (مع تجذر التحليل، والتخطيط، والتنفيذ، والتحكم في العملية). على أي حال، يلعب تسويق ما بعد الحداثة دور مجموعة من المنهجيات التي يجب أن تبقى بارعة، ومتفاعلة، وقادرة على الاستحواذ على اهتمام العملاء بشكل لا نهائي. حاز مفهوم تسويق ما بعد الحداثة على قبول جمهوري واسع في بداية تسعينيات القرن العشرين مع التطورات الناشئة للإنترنت المجزأ، وإدراك المسوقين لحقيقة مفادها أن الممارسات الاستراتيجية «التقليدية» مثل القوى التنافسية الخمسة لمايكل بورتر، وعجلة تجارة التجزئة، ومصفوفة النمو والمشاركة أصبحت قديمة الطراز وغير قادرة على مواكبة احتياجات المستهلكين الإعلامية، والنغمة الإبداعية، وأساليب العلامة التجارية المحمية والإبلاغ عنها. نشأ تسويق ما بعد الحداثة نتيجة لذلك.

## الاستراتيجيات

### الحملات التسويقية المتكاملة
تُعد الحملات التسويقية المتكاملة حجر الزاوية في تسويق ما بعد الحداثة. تضم الحملات التسويقية المتكاملة قنوات متعددة للمواد التسويقية مثل البريد الإلكتروني، ولوحات العرض الإعلانية، ومواقع التواصل الاجتماعي، والترويج للمبيعات  للمحافظة على استمرارية نشر الرسالة طوال مدة الحملة. تُعتبر هذه الاستراتيجية التسويقية فعالة في تسويق ما بعد الحداثة لأنها تعظم القدرات الخاصة بكل قسم. تُعتبر الحملات التسويقية المتكاملة أكثر فعالية في تسويق ما بعد الحداثة بسبب الانتشار الواسع لاستخدام مواقع التواصل الاجتماعي. يُعتبر الإعلان الرقمي من خلال مواقع التواصل الاجتماعي والبريد الإلكتروني أكثر الأدوات فعالية للوصول إلى المستهلكين في مرحلة ما بعد الحداثة.

### الفردية
شهد التسويق التقليدي تركيزًا أكبر على الفرد، إذ أصبحت المواد التسويقية تستهدف الفرد وفقًا لاستراتيجيات تسويق ما بعد الحداثة بسبب الاستخدام الهائل للإنترنت. أصبح المستهلك بصفته فردًا أكثر أهمية بالنسبة إلى مسوقي ما بعد الحداثة بسبب اعتماده المتزايد على الإنترنت لرؤية المواد التسويقية. في مجتمع مرحلة ما بعد الحداثة، يُعد الإنترنت أداة تسويقية رئيسية لكونه المنصة التي يتلقى عليها المستهلك المحتوى الخاص بالعلامة التجارية. تتيح خاصية الإنترنت هذه للمسوقين جعل المحتوى الخاص بالعلامات التجارية فرديًا وشخصيًا للمستهلكين.